# Clepsis unicolorana
Clepsis unicolorana es una especie de polilla del género Clepsis, categorizada en la tribu Archipini, de la subfamilia Tortricinae.

## Distribución
Se distribuye por Francia y España.

## Taxonomía
Fue descrita por Duponchel, in Godart en 1835 y publicada en (Tortrix), Hist. nat. Lpid. Papillons Fr. 9: 103.